# Magnetno polje v snoveh
Gostota magnetnega polja v snovi (B) je odvisna od gostote magnetnega poljav praznem prostoru (B0) in od relativne permeabilnosti snovi( {\displaystyle \mu _{r}}). 
Z izjemo feromagnetikov je relativna permeabilnost približno neodvisna od jakosti magnetnega polja H, odvisna pa je od atomske zgradbe posamezne snovi. Če to ni tako govorimo o Feromagnetizmu.
Kljub temu, da je Bohrov model atoma v jedrski fiziki že dolgo zastarel, je še vedno primeren za razlago pojavov v elektrotehniki. Skladno s tem modelom okoli jedra atoma krožijo elektroni, ki krožijo tudi okoli svoje osi (spin). Obe vrsti kroženja lahko zaradi majhnosti atoma smatramo kot moment točkastega magnetnega dipola, ki je definiran kot:
{\displaystyle \mathbf {m} =\lim _{i\to \infty A\to 0}i\cdot \mathbf {A} }
kjer A predstavlja ploščino zanke, i pa tok, ki teče po robu te zanke. K momentu točkastega dipola bi moralo prispevati še kroženje jedra okoli svoje osi, ki ga Bohrov model atoma prav tako predvideva, vendar je moment zaradi počasne rotacije zanemarljiv v primerjavi s prejšnjima dvema.
Zunanje magnetno polje poskuša te magnetne dipole usmeriti tako, da bi bil magnetni pretok skoznje čim večji. Za magnetne lastnosti snovi je odločilno ravnotežje med momenti zaradi kroženja elektronov in med momenti zaradi spina. Magnetno polje v snovi je enako rezultanti vseh teh momentov.
V fiziki se snovi delijo na paramagnetike in diamagnetike. 
Paramagnetiki so tiste snovi, kjer momenti zaradi kroženja elektronov in spina niso v ravnotežju. Zato se magnetno polje v njihovi notranjosti poveča in velja {\displaystyle \mu _{r}>1}. Relativna permeabilnost je največkrat le malenkostno večja od 1. Primeri paramagnetnih snovi so kisik, volfram, razne soli in oksidi ...
Diamagnetiki so snovi, kjer se momenti kroženja elektronov in spina kombinirajo tako, da ni rezultančnega momenta. Pod vplivom zunanjega magnetnega polja se zmanjša vpliv kroženja elektronov in izniči vpliv spina. Magnetno polje znotraj takšne snovi je tako manjše v primerjavi z magnetnim poljem v praznem prostoru. Velja torej {\displaystyle \mu _{r}<1}, kjer je relativna permeabilnost največkrat le malenkostno manjša od 1. Primeri diamagnetikov so bizmut, grafit, zlato, germanij, voda, ...  
V elektrotehniki se snovi delijo na neferomagnetike in feromagnetike. Neferomagnetiki so snovi, znotraj katerih se magnetno polje ne spremeni dosti v primerjavi z magnetnim poljem v praznem prostoru.
V feromagnetikih se zaradi vpliva jedrskih sil skupine atomov lokalno uredijo v isto smer. Pojav imenujemo feromagnetizem. Takšnim območjem pravimo domene, velike so med kvadratnim milimetrom in kvadratnim decimetrom. Domene so na začetku medsebojno neurejene, zato ne vplivajo na magnetno polje zunaj feromagnetika. Pod vplivom zunanjega magnetnega polja pa se uredijo, magnetno polje znotraj snovi se močno poveča, lahko tudi več tisočkrat ali celo milijonkrat bolj kot v paramagnetikih. Ko zunanje magnetno polje preneha, njegov vpliv ostane, saj domene ostanejo urejene. Zato je za feromagnetike značilen pojav zaostalega magnetizma oz. histereze. Pri sobni temperaturi te lastnosti veljajo za železo, nikelj, kobalt, samarij in njihove okside.
Obstajajo še nekatere snovi s posebnimi magnetnimi lastnostmi:
Antimagnetiki so podobni paramagnetikom, vendar se magnetni dipoli pod vplivom zunanjega magnetnega polja usmerijo tako, da je magnetno poljeznotraj njih približno enako nič. Primer takšne snovi je manganov oksid.
Ferimagnetiki so posebna vrsta antimagnetikov, kjer pa pod vplivom zunanjega magnetnega polja rezultanta magnetnih dipolskih momentov v notranjosti ni enaka nič. Po magnetnih lastnostih so podobni feromagnetikom, natančneje feritom.
Superparamagnetiki vsebujejo feromagnetne delce, ki so ločeni z neferomagnetno snovjo. Mogoče je vplivati na vsako domeno posebej in domene ostanejo ločene tudi pod vplivom zunanjega magnetnega polja. Superparamagnetiki se uporabljajo pri izdelavi magnetnih nosilcev podatkov, npr. diskov.

## Magnetenje feromagnetikov
Magnetilne krivulje feromagnetika niso znane matematične funkcije. Po navadi jih dobimo od proizvajalca v tabelarični ali grafični obliki. Prikazane so na sliki:
Ko pride nenamagneten feromagnetik pod vpliv zunanjega magnetnega polja (H), se magneti po deviški krivulji, ki je na sliki označena z a. Pri zelo majhnih H je ta krivulja kar razgibana, kar na sliki ni razvidno. Deviška krivulja velja le pri prvem magnetenju. Gostota magnetnega pretoka znotraj feromagnetika narašča le do kolenske vrednosti, po njej pa je naraščanje zelo počasno. To lahko razložimo s tem, da so se pod vplivom zunanjega magnetnega polja vse domene že usmerile v to smer. Ko zunanje magnetno polje zmanjšamo na 0, gostota magnetnega pretoka v njem ostane na vrednosti {\displaystyle B_{r}}, ki ji pravimo remanentna gostota magnetnega pretoka. Če želimo, da znotraj feromagnetika ne bo magnetnega polja, mora zunanje jakost zunanjega magnetnega polja biti enaka {\displaystyle H_{c}}, ki pomeni koercitivno magnetno poljsko jakost. Opazimo lahko, da se pri krivulji magnetenja ob povečevanju in manjšanju jakosti zunanjega magnetnega polja razlikujeta. Temu pojavu se reče histereza. Energija, ki je potrebna za en takšen cikel, je premo sorazmerna s ploščino histerezne zanke. Če želimo, da bo feromagnetik razmagneten tudi brez zunanjega magnetnega polja, moramo ves cikel nekajkrat ponoviti in pri tem postopoma zmanjševati amplituda zunanjre magnetne poljske jakosti H.
Feromagnetno snov izberemo glede na zahteve aplikacije. Pri transformatorjih, elektromagnetih ipd. želimo čim ožjo histerezno zanko, čim manjši {\displaystyle B_{r}} in karakteristiko, ki naj bo čim bolj podobna premici. Takšnim snovem pravimo mehko magnetne snovi. Pri izdelavi trajnega magneta želimo snov s čim večjim {\displaystyle B_{r}} in čim širšo histerezno zanko, da bo snov kar se da odporna na vplive zunanjega magnetnega polja. Takšnim snovem pravimo trdo magnetne snovi. Pri izdelavi magnetnega pomnilnika (magnetofonski trakovi, diski, v preteklosti tudi feritni pomnilniki) želimo čim večji in čim bolj izrazit {\displaystyle B_{r}}, hkrati pa mora biti histerezna zanka čim ožja, da med spremembami stanj ne porabimo preveč energije, ki se kaže v segrevanju snovi.